# Břehule
Břehule (Riparia) je rod pěvců z čeledi vlaštovkovitých. V České republice hnízdí jediný druh břehulí, břehule říční.
Hnízdí pospolitě v pískovnách a ve strmých písčitých stěnách, ve kterých si vyhrabává dlouhé vodorovné nory na konci vystlané stébly, vlákny a peřím. Hnízdí v květnu až červenci jednou až dvakrát ročně.
Populace břehulí na území České republiky bývala stálá, docházelo jen k občasným fluktuacím vlivem nepříznivého počasí během hnízdění, popřípadě během tahu do Subsaharské Afriky. V 90. letech 20. století však došlo k velmi výraznému poklesu, pravděpodobně až na 20 % původního stavu. Pokles byl zapříčiněn změnou ve způsobu těžby písku. Naprostá většina českých břehulí je totiž při svém hnízdění závislá na lidských aktivitách, od 90. let dosud nepřesáhl podíl původních hnízdišť v březích řek jednotky procent (3–4 %) z celkového počtu. Většina břehulí tak hnízdí v náhradních biotopech – nejčastěji pískovnách. Po pádu komunistického režimu však došlo ke změně způsobu těžby, kdy zanikly desítky až stovky malých pískoven dříve zvaných „selské“, které později převzala nově vzniklá JZD.
Po zániku JZD, vlivem restitucí a novelizací horního zákona došlo k tomu, že existence malých jen příležitostně těžených pískoven se stala neudržitelnou a většinou zanikly. Některé existují dodnes, avšak jejich existence není v souladu se stávajícím právním řádem. Těžba se soustředila do 100–200 současných těžeben, těžba se zintenzivnila a břehulím tak vznikají při hnízdění v takto exponovaných stěnách četné problémy vinou kolize se zájmy těžebních organizací. Po přelomu letopočtu se podařilo pokles populace břehulí zastavit, částečně díky zvýšenému ochranářskému úsilí a investicím do údržby stávajících hnízdních stěn mimo intenzivně těžené lokality.
Monitoring hnízdní populace břehulí v ČR od roku 1992 koordinuje Petr Heneberg.

## Druhy
- břehule říční Riparia riparia (Linné, 1758)
- břehule hnědohrdlá Riparia paludicola (Vieillot, 1817)
- břehule konžská Riparia congica (Reichenow, 1887)
- břehule africká Riparia cincta (Boddaert, 1783)